# Svetla Zlateva
Svetla Stefanova Zlateva-Koleva (bolgarsko Светла Стефанова Златева-Колева), bolgarska atletinja, * 25. februar 1952, Gorna Orjahovica, Bolgarija.
Nastopila je na poletnih olimpijskih igrah v letih 1972 in 1976, osvojila je četrto in šesto mesto v teku na 800 m. Na evropskih dvoranskih prvenstvih je v isti disciplini osvojila srebrno in bronasto medaljo ter bronasto medaljo v štafeti 4x400 m. 24. avgusta 1973 je postavila nov svetovni rekord v teku na 800 m s časom 1:57,5, ki je veljal skoraj tri leta.